# Gulonins

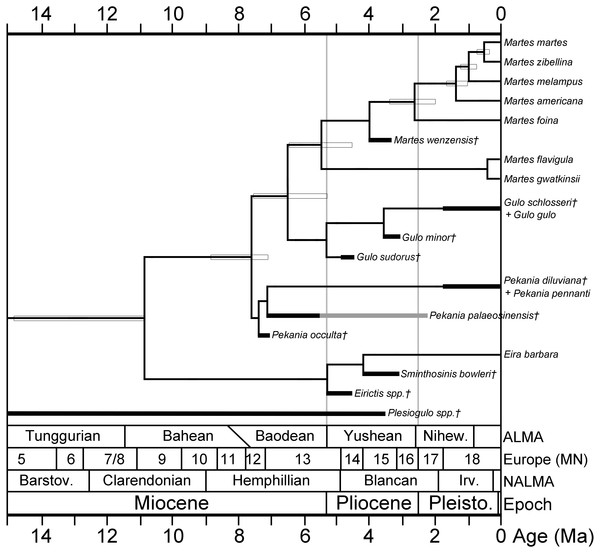
Filogènesi dels diferents gulonins

Els gulonins (Guloninae) són una subfamília de carnívors de la família dels mustèlids. Es creu que s'originaren a Euràsia durant el Miocè i seguidament s'estengueren a Nord-amèrica. A banda del golut (Gulo gulo), els gulonins són un grup força conservador des del punt de vista evolutiu i morfològic, cosa que dificulta l'estudi de les seves relacions.